# 木川裕一郎
木川裕一郎（きがわ ゆういちろう、1958年- ）は、日本の法学者。専門は民事手続法、特に民事訴訟法・倒産処理法。学位は、博士（法学）（東海大学）。中央大学教授。

## 経歴
1958年、神奈川県茅ヶ崎市に生まれる。1977年、浅野高等学校を卒業、1981年、中央大学法学部政治学科を卒業。その後、早稲田大学より法学修士、東海大学より法学博士の学位を取得。
東海大学法学部専任講師・助教授を経て2007年より中央大学法学部助教授に転じ、2007年より現職。

## 家族
父は元中央大学法学部教授・弁護士の木川統一郎。兄弟には消化器外科医の木川三四郎、心臓血管外科医の木川幾太郎がいる。